# 黑龙江东方学院
黑龙江东方学院创建于1992年，当时是一所民办普通专科院校，校名为东方大学。1995年更名为黑龙江东方学院。2003年，经国家教育部批准成为本科普通高等学校。2006年12月正式具有学士学位授予权。是全国首批具有“硕士专业学位研究生”培养资格的民办高校。学院目前占地0.593平方千米，校址坐落于哈尔滨市哈南工业新城核心区哈南十九路1号，邮编为150066。

## 沿革及现状
黑龙江东方学院在改革开放大潮中由黑龙江省一批离退休教育家创办。是黑龙江省第一所民办高校。1993年7月经省政府批准招收专科学生。2000年4月经省教育厅批准与黑龙江大学合作办学，设置黑龙江大学东方学院本科分部，试办本科专业。2003年教育部批准升格为本科院校，是全国首批民办本科高校之一。2006年获学士学位授予权。建校二十年来，在没有外部经费投入的情况下，完全依靠学费积累滚动发展。现已成为具有万人规模的综合性大学。

## 院系设置

### 艺术设计学部
- 艺术设计（装潢艺术设计方向）
- 艺术设计（环境艺术设计方向）
- 动画（数字动画专业方向）
- 动画（新媒体动画专业方向）

### 计算机科学与电器工程学部
- 电气工程及其自动化（电梯工程方向）
- 电气工程及其自动化
- 电子信息工程
- 计算机科学与技术（物联网工程方向）
- 软件工程

### 食品与环境工程学部
- 高分子材料与工程
- 食品科学与工程
- 环境工程
- 生物工程
- 应用化学
- 乳品工程

### 建筑工程学部
- 土木工程
- 土木工程（建筑工程方向）
- 土木工程（建筑工程管理与造价管理方向）
- 土木工程（道路与桥梁工程方向）
- 土木工程（建筑环境与能源应用工程方向）
- 土木工程（建筑电气与智能化工程方向）
- 建筑学（建筑设计方向）
- 建筑学（建筑装饰设计方向）
- 工程造价[1]（2014年）

### 管理学部
- 财务管理
- 财务管理（会计方向）
- 财务管理（ACCA方向）
- 信息管理与信息系统（物流管理方向）
- 市场营销
- 市场营销（商务策划方向）
- 旅游管理
- 电子商务

### 经济贸易学部
- 国际经济与贸易
- 国际经济与贸易（会展经济方向）
- 国际经济与贸易（国际市场营销方向）
- 金融学专业

### 外国语学部
- 英语
- 商务英语
- 日语专业
- 俄语

### 机电工程学部
- 机械设计制造及其自动化（机械电子工程方向）
- 机械设计制造及其自动化（磨具设计及其制造技术方向）
- 机械设计制造及其自动化（数控技术方向）
- 机械设计制造及其自动化（汽车运用与维修方向）
- 机械电子工程（2014年）

### 人文社会科学学部
- 汉语言文学
- 对外汉语
- 新闻学
- 法学